# Hafrsfjord

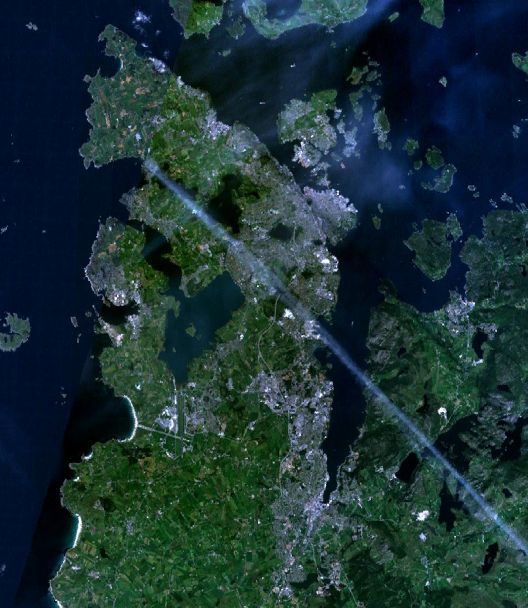
Foto satellitare del nord Jæren che mostra lo Hafrsfjord a sinistra a forma di martello

Lo Hafrsfjord è un fiordo o baia ubicato nelle municipalità di Stavanger e Sola in Norvegia. Lungo 9 chilometri, lungo le sue sponde si affacciano Tananger, Sola e Madla. L'unico ponte che lo scavalca collega Kvernevik (Stavanger e Jåsund) al villaggio di Tananger a Sola.
Hafrsfjord è anche il nome di una frazione (delområde) di Madla a Stavanger ed è la sede della KNM Harald Hårfagre, principale centro di formazione della Marina norvegese. La base è stata utilizzata per scopi militari sin dal 1871 e nel 1934 venne rinominata Madlaleiren. Nel 1952, il Parlamento ha deciso che il campo della Marina si sarebbe aggiunto all'esistente e sarebbe stato assegnato formalmente a questa forza armata. Tre anni dopo, il campo è stato chiamato KNM Harald Hårfagre. Oggi il KNM Harald Hårfagre è il campo di addestramento principale sia per la Marina che per l'Aeronautica norvegese. La scuola ufficiali di marina è stata spostata da Horten al KNM Harald Hårfagre durante l'estate del 2005.

## Battaglia di Hafrsfjord
Storicamente Hafrsfjord è principalmente noto per la Battaglia di Hafrsfjord (Slaget i Hafrsfjord). Harald "Bellachioma", il primo re di Norvegia, vinse qui una grande battaglia navale nell'872, che determinò la riunione della Norvegia in un unico regno. La battaglia aprì la strada ad Harald per l'ottenimento del controllo su gran parte del litorale occidentale della Norvegia e conseguentemente fece di lui il re del paese.
Nel 1983 venne edificato a Møllebukta, a nord di Hafrsfjord, un monumento realizzato dallo scultore norvegese Fritz Røed. Il monumento è chiamato Sverd i fjell (Spade nella roccia) e rappresenta la battaglia di Hafrsfjord. Le corone poste sulle else delle spade rappresentano i tre distretti che parteciparono alla battaglia. La spada più alta è quella del vincitore e le altre due appartengono agli sconfitti.